# Stomion

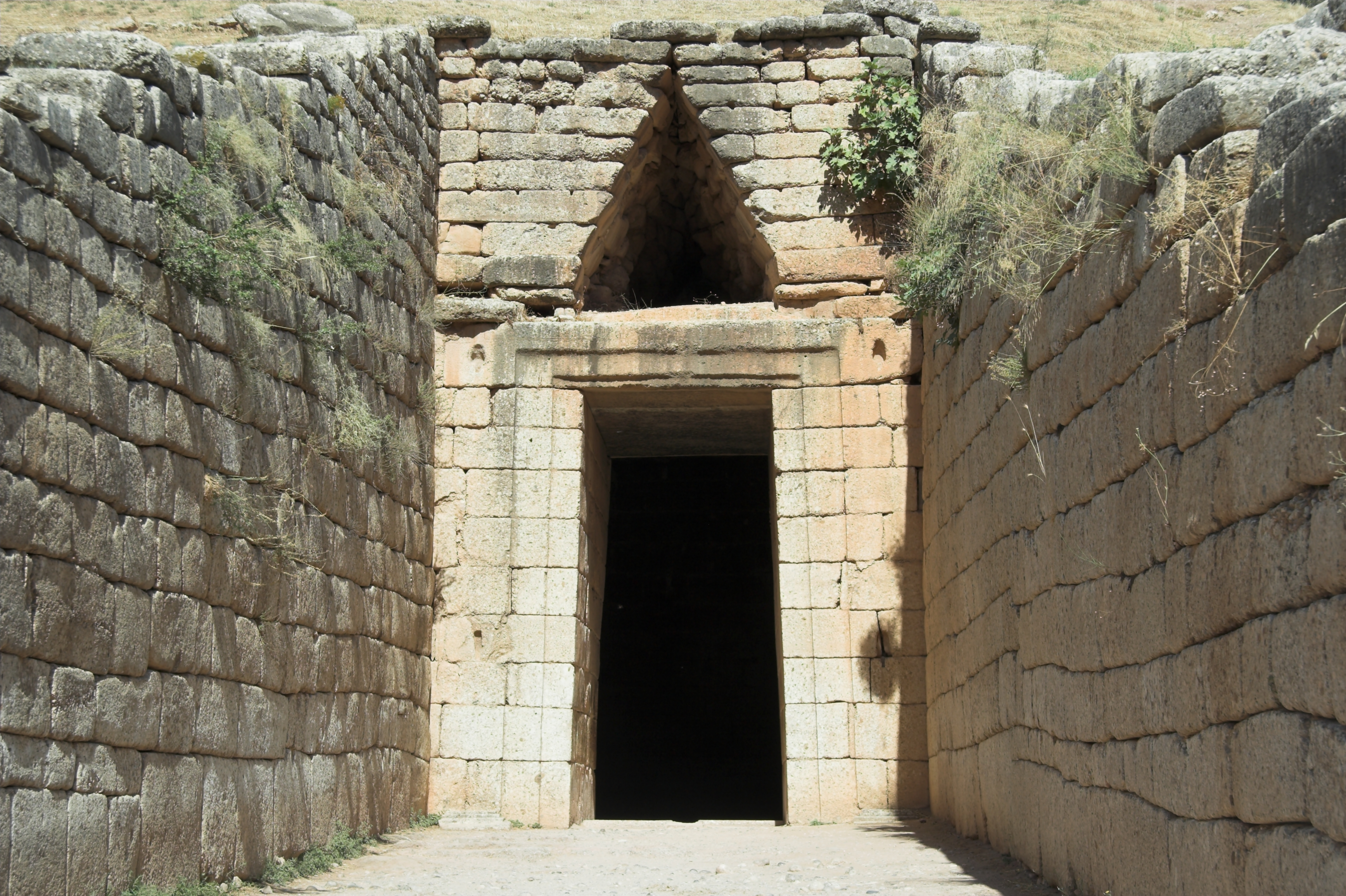
El stomion del llamado Tesoro de Atreo.

Un stomion era una puerta profunda de pilar y dintel que formaba la entrada de la estructuras megalíticas micénicas, especialmente en tholoi o tumbas colmena. A diferencia de la mampostería ciclópea que constituía la base de gran parte de la construcción micénica, los stomioi estaban formados por grandes sillares. Estos suelen estar rematados por un gran triángulo de descarga con ménsulas que, en el caso de la Puerta de los Leones de Micenas, contiene un bajorrelieve tallado. El stomion de una tumba está precedido por un dromos, un estrecho pasadizo excavado.